# Musica enchiriadis

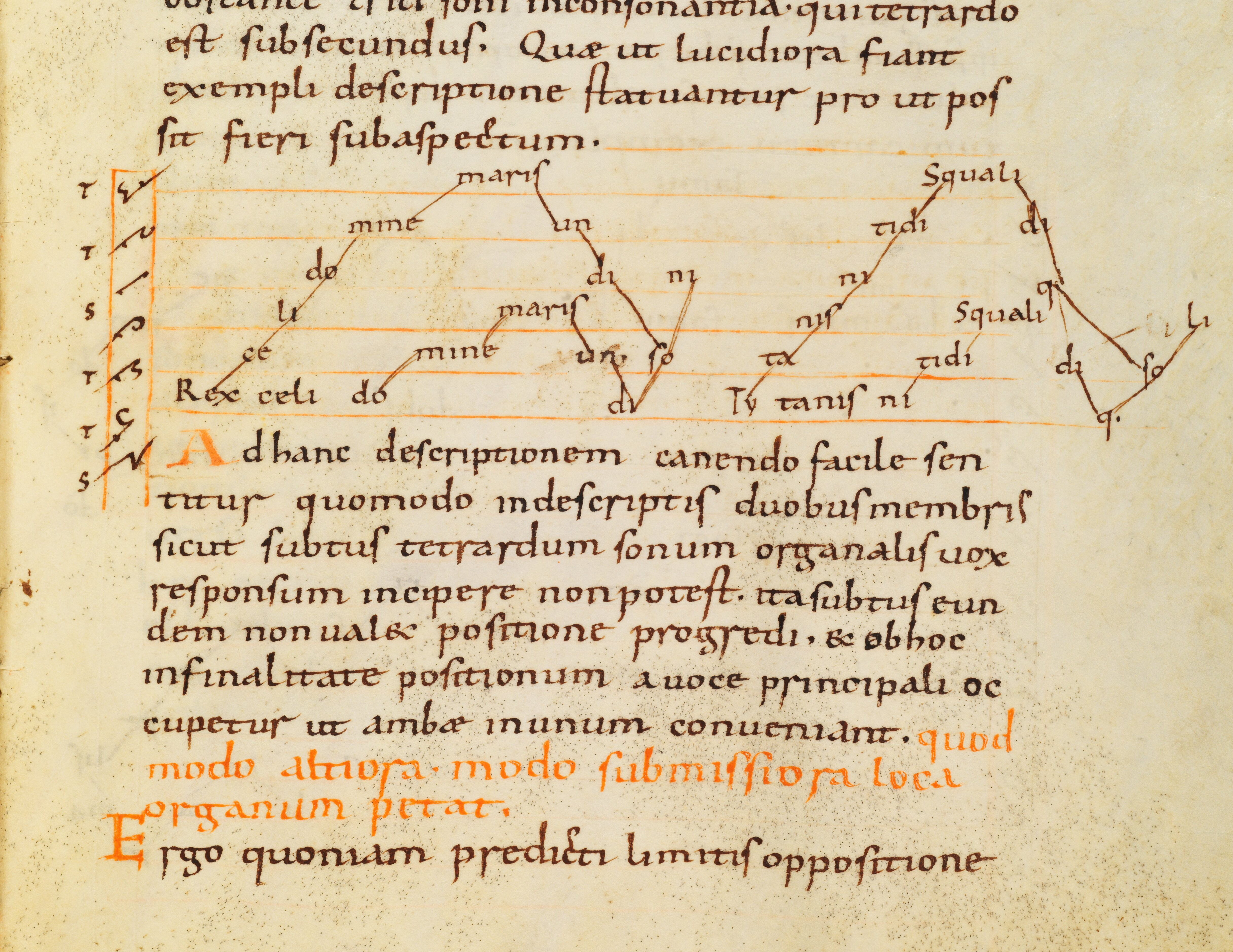
Darstellung eines Organums in Dasia-Notation. Musica enchiriadis, spätes 9. Jahrhundert

Musica enchiriadis („Handbuch zur Musiklehre“) ist der Titel einer Lehrschrift zum Singen des Organums aus dem 9. Jahrhundert. Dieses „Handbuch“ fällt in die Frühphase der abendländischen Mehrstimmigkeit. Organum bedeutete, dem einstimmigen Gregorianischen Choral eine, später auch mehrere Stimmen hinzuzufügen. Es war ganz offensichtlich als praktische Anleitung für die klösterliche Singpraxis gedacht, um sich im Singen des Organums zu üben.

## Mehrstimmigkeit
Gemäß den Vorstellungen der frühmittelalterlichen Musikwelt kamen für die zum Gregorianischen Choral hinzukommenden Stimmen nur bestimmte Intervalle und Stimmführungen infrage. Die Musica enchiriadis beschreibt so ausschließlich das Quintorganum und Quartorganum. Diese Formen des Organum sind auch als Parallelorganum bekannt; das heißt, dass sich die Stimmen überwiegend in paralleler Bewegung stets im Quint- oder Quartabstand sowie der Verdopplung in der Oktave zueinander bewegen.
Ausnahmen bilden hier der Beginn und das Ende eines Gesangs. Die Stimmen kommen aus dem Einklang und bewegen sich auf die Parallelbewegung zu; zum Beenden des Gesanges „laufen“ die Stimmen wiederum aufeinander zu (occursus), um wiederum im Einklang zu schließen.

## Dasia-Schrift

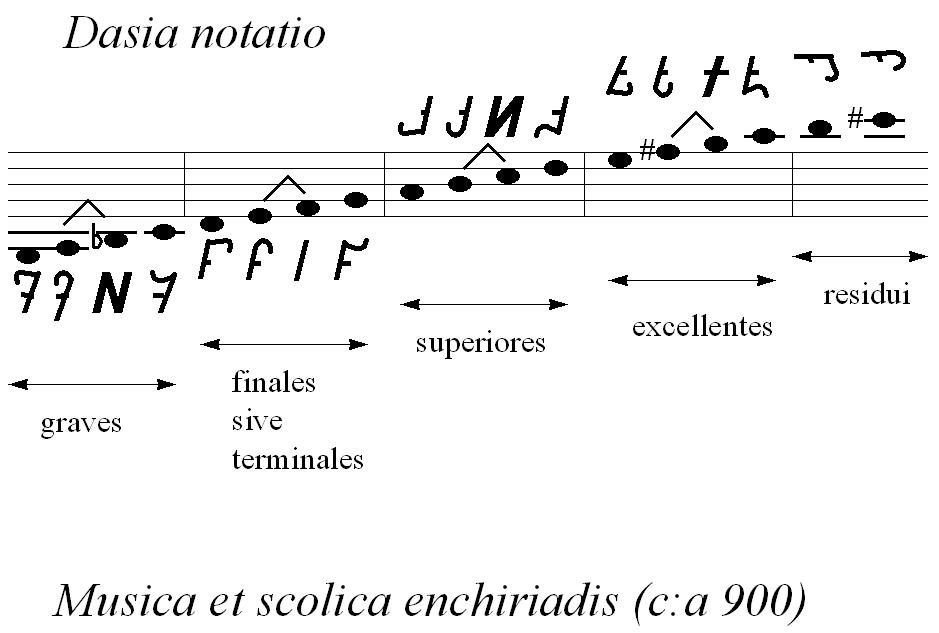
Darstellung des damaligen Tonsystemes in Dasia-Zeichen und moderner Transkription (der tiefste Ton entspricht einem großen G). Das Tonsystem besteht aus vier unverbundenen Tetrachorden und zwei oben angefügten Tönen (h und cis). Die Tetrachorde haben alle die gleiche Struktur (Ganzton-Halbton-Ganzton).

Zur grafischen Darstellung der Stimmenbewegung wurde in dieser Lehrschrift eine eigene Notation, die sich der sogenannten  Dasia-Schrift (von altgr. daseia, „raues Atmen“ – in Bezug auf die Aspiration eines Wortes in der griechischen Prosodie) zur Verdeutlichung der Tonhöhen bediente, entwickelt. Das Notationsbild gleicht einem Koordinatensystem (siehe Abbildung). Auf der Ordinatenachse sind die Tonhöhen in Dasia-Zeichen abgetragen und die Textsilben verlaufen entlang der Abszisse. Vermutlich aufgrund ihrer relativen Umständlichkeit fand in der weiteren Aufzeichnung der mehrstimmigen Musik die Notation der Musica enchiriadis keine Zukunft. Vielleicht war sie aber von Anbeginn nur zu didaktischen Zwecken gedacht.

## Historische Einordnung, Verfasserschaft und Überlieferung
Ein Zusammenhang zu der von Alkuin verfassten Musica Albini besteht in inhaltlicher Hinsicht, denn beide Schriften weisen darauf hin, dass der Einzelton das kleinste Element der Musik sei. Dies sei mit dem Buchstaben als dem kleinsten Teil der Sprachlehre vergleichbar.
Die teilweise anonym überlieferte Schrift wurde bis ins frühe 20. Jahrhundert meist dem Mönch Hucbald (* um 840; † 930) zugeschrieben. Die jüngere Forschung geht überwiegend davon aus, dass die Schrift um 900 in der Abtei Werden entstand. Dafür spricht, dass zwei noch aus dem 10. Jahrhundert stammende Abschriften den Werdener Abt Hoger († 906), dessen Abbatiat von 898 bis 902 datiert wird, als Verfasser nennen. Aus Werden stammen auch zwei andere wichtige Textzeugen, nämlich das älteste bekannte Fragment (Düsseldorf, Universitäts- und Landesbibliothek, K3:H3) und die älteste vollständige Handschrift (Bamberg, Staatsbibliothek, Msc.Var.1).
Außergewöhnlich und auffällig ist der hohe Verbreitungsgrad der Musica enchiriadis: Europaweit wurden hunderte Exemplare, d. h. handschriftliche Kopien, gefunden – was nicht zuletzt für die Absicht, ein Lehrbuch zu schaffen, spricht.